# Leonid Denissowitsch Kisim
Leonid Denissowitsch Kisim (russisch Леонид Денисович Кизим, wiss. Transliteration Leonid Denisovič Kizim; * 5. August 1941 in Krasnyj Lyman, Oblast Donezk, Ukrainische SSR; † 14. Juni 2010 in Moskau) war ein sowjetischer Kosmonaut.

## Leben
Der Testpilot und Fallschirmspringer der sowjetischen Luftstreitkräfte absolvierte die Höhere Militärfliegerschule in Tschernigow. Nachdem Kisim am 23. Oktober 1965 durch das Kosmonauten-Trainingszentrum ausgewählt wurde, absolvierte er von November 1965 bis Dezember 1967 die Kosmonautengrundausbildung OKP. Kisim war in der Folgezeit Ersatzmann für mehrere Sojus-Missionen, bis er am 27. November 1980 als Kommandant der neunten Gastmannschaft von Saljut 6 mit Sojus T-3 in den Weltraum startete. 1984 flog er als Kommandant der dritten Stammbesatzung von Saljut 7, Saljut 7 EO-3, mit Sojus T-10. Am 2. Oktober 1984 kehrte er mit Sojus T-11 zurück.  Sein Aufenthalt dauerte 236 Tage. Während dieser Zeit unternahm Kisim sechs Außenbordeinsätze, hauptsächlich für Reparaturen und Ausbauten von Saljut 7.
Das letzte Mal flog der Pilot 1986 als Kommandant der ersten Stammbesatzung der Raumstation Mir mit Sojus T-15. Auf dieser Mission unternahm Kisim zwei Außenbordarbeiten, um den Gittermast der Mir aufzubauen und Experimente zu bergen.
Nachdem Leonid Kisim am 13. Juni 1987 aus dem Kosmonautenkorps ausgeschieden war, wurde er stellvertretender Direktor des Satellitenkontrollzentrums des sowjetischen Verteidigungsministeriums. Vom Mai 1995 bis zu seiner Versetzung in den Ruhestand 2001 war Leonid Kisim Direktor der militärischen Ingenieursakademie für Luft- und Raumfahrt in Sankt Petersburg. Seitdem war er Generaloberst der Reserve der russischen Luftstreitkräfte und erreichte damit den gleichen Rang wie zuvor German Titow.
Kisim war verheiratet und hatte zwei Kinder. Seine Tochter wurde geboren, als er im All war, er sah sie erst, als sie bereits vier Monate alt war.